# Harald Christensen (Radsportler)
Harald Christensen (* 9. April 1907 in Kolding; † 27. November 1994 in Kopenhagen) war ein dänischer Radrennfahrer.

## Sportliche Laufbahn
Christensen startete für den Verein DBC Kopenhagen. Er war Teilnehmer der Olympischen Sommerspiele 1932 in Los Angeles. Bei den Spielen startete er im 1000-Meter-Zeitfahren und wurde beim Sieg von Dunc Gray als 7. klassiert. Im Tandemrennen gewann er mit Willy Gervin die Bronzemedaille.

## Berufliches
Beruflich war er als Kraftfahrer tätig.